# Molí de Dalt de Sant Antolí
El Molí de Dalt és un edifici al nucli urbà de Sant Antolí i Vilanova (Segarra) inclòs a l'Inventari del Patrimoni Arquitectònic de Catalunya. Poques restes del murs de la bassa de l'antic molí de ciment, situat a l'esquerra del riu Ondara i que actualment s'aprofiten com a part d'un mur de contenció del camí que va a l'Església de Sant Antolí.